# Actinopsis
Actinopsis is een geslacht van zeeanemonen uit de familie van de Actiniidae.

## Soort
- Actinopsis flava Danielssen & Koren, 1856